# Ölfus
Die Gemeinde Ölfus (isländisch Sveitarfélagið Ölfus) ist eine isländische Gemeinde in der Region Suðurland.
Am 1. Januar 2023 hatte Ölfus 2573 Einwohner. Die bedeutendste Siedlung ist die Hafenstadt Þorlákshöfn mit 1949 Einwohnern, Árbæjarhverfi hatte 63 Einwohner.

## Geografie
Die Gemeinde Ölfus umschließt die Gemeinde Hveragerði. Westlich von Hveragerði liegt die Ebene Hellisheiði, nördlich davon liegt der Berg Hengill mit seinem ausgestreckten Vulkansystem.
Unweit von Þorlákshöfn befindet sich die Tropfsteinhöhle Árnarhellir. Im Nordwesten des Gemeindegebietes, unweit der Stadtgrenze zu Reykjavík, dehnt sich das vor rund 5000 Jahren entstandene Lavafeld Leitarhraun aus. In ihm sind mehrere begehbare Höhlen, von denen die 516 m lange Arnarker eine der bekanntesten ist. Die Raufasahólshellir, an einigen Stellen bis zu 10 m hoch und 30 m breit, ist mit einer Länge von 1360 m eine der längsten Lavahöhlen Islands. Am See Hlíðarvatn in der Nähe der Bucht Selvogur, der 3,3 km² groß und bis zu 5 m tief ist, sind zahlreiche verschiedene Vogelarten beheimatet.
Im Osten des Gemeindegebiets liegt die Mündung der Ölfusá, des wasserreichsten Flusses Islands. Einige warme Quellen im Tal Reykjadalur werden zum Baden aufgesucht.
Die Gemeinde grenzt im Südwesten an Grindavíkurbær, nach Nordwesten an Garðabær, Kópavogsbær, Reykjavíkurborg und Mosfellsbær. Im Nordosten liegt Grímsnes- og Grafningshreppur, im Osten Flóahreppur und Sveitarfélagið Árborg.
1706 und 1896 richteten Erdbeben auf dem Gebiet des heutigen Ölfus erhebliche Schäden an.

## Kultur und Sehenswürdigkeiten
Nordwestlich des Hauptortes der Gemeinde liegt die Búri-Höhle.
Die Kirche Hjallakirkja  im Ortsteil Hjalli wurde 1928 erbaut und am 5. November 1928 eingeweiht, und von den Kunstwerken in ihrem Innern ist vor allem die Kanzel von 1797 beachtenswert sowie das Altarbild, das die Auferstehung Christi darstellt. Der Überlieferung nach soll die erste Kirche bereits kurz nach der Einführung des Christentums auf Islands gebaut worden sein, denn der Flóamannasaga wird erwähnt, dass ein Mann namens Skaftur Þóroddsson sie bauen ließ. Vor der Reformation stand hier eine Kirche, die dem hl. Olaf von Norwegen geweiht war.
An der Bucht Selvogur erhebt sich der 20 m hohe Leuchtturm Selvogsviti, der ursprünglich 1919 mit einer Höhe von 15 m errichtet und 1931 auf die jetzige Höhe von 20 m erhöht wurde. Die Holzkirche Strandarkirkja, die in vielen Dokumenten und alten Schriften erwähnt wurde, steht an der Bucht Engilsvík, an der sich ursprünglich das Dorf „Strönd“ befand, und wo der Sage nach bereits unmittelbar nach der Christianisierung Islands eine Kirche erbaut wurde. Der Überlieferung nach haben ihr Licht und ihr Glockengeläut nicht selten in Seenot geratenen Schiffen den Weg gewiesen und so viele Menschenleben gerettet, daher wurde die Kirche immer wieder durch Spenden von Fischern und Seeleuten renoviert. Der heutige Bau ist von 1888 und wurde 1968 sowie 1996 renoviert. Das Retabel, das die Auferstehung Jesu darstellt, wurde 1865 von dem isländischen Maler Sigurður Guðmundsson (1833–1874) gestaltet, während Altar und Kanzel von 1888 sind. Bauliche Veränderungen wurden 1967–1968 vorgenommen, doch sie wurden 1996 und 1998 rückgängig gemacht und die Kirche wieder in ihren ursprünglichen Zustand versetzt. Die Kirche ist jetzt 11,89 m lang und 7,10 m breit, und seit 1990 steht sie unter Denkmalschutz.
In der Nähe der Bucht verläuft stellenweise parallel zum Meer der gut 7 km lange und mit Lavagestein befestigte Wall Fornigarður, der ab 1275 erstmals in den Unterlagen der Strandarkirkja und später andernorts mehrmals urkundlich erwähnt wurde. Er ist auch unter dem Namen Langigarður oder Strandargarður bekannt und war ursprünglich 1,66 m hoch und 0,96 cm breit, doch wurde er durch die Erosion im Laufe der Jahrhunderte abgeflacht. Dass man unter ihm Asche des Vulkanausbruchs der Hekla von 1104 fand, könnte bedeuten, dass er nach 1104 errichtet wurde.
Die 1909 erbaute Holzkirche Kotstrandarkirkja im Ortsteil Kotströnd, die von einer gepflegten Grünanlage umgeben ist und mit 200 Sitzplätzen relativ groß zu sein scheint für den kleinen Ort, diente ursprünglich der benachbarten Stadt Hveragerði als Pfarrkirche, bis dort ein eigenes Kirchengebäude gebaut wurde. Die Kirche ist 85 m² groß und auch bekannt wegen zweier Glocken von 1644 und wegen ihres Retabels von 1878, das von Örlygur Sigurðsson gestaltet wurde und Jesus mit Petrus, Johannes und Jakobus darstellt. Der kleine Ortsteil Kotströnd liegt im äußersten Nordosten des Gemeindegebietes an der Landstraße 1 (Hringvegur).
Einen auffälligen Kontrast hierzu bildet die moderne Kirche Þorlákskirkja in Þorlákshöfn, dem weitaus größten Ortsteil von Ölfus, die 1985 nach elfjähriger Bauzeit eingeweiht wurde.
Am Fuße des 61 m hohen Hügels Kögunarhóll, der sich im äußersten Nordosten des Gemeindegebietes unweit der Grenze zu der Nachbarstadt Selfoss erhebt und von dessen Spitze aus sich eine eindrucksvolle Aussicht auf die Umgebung bietet, wurden 2006 an der verkehrsreichen Ringstraße  zweiundfünfzig Kreuze zur Erinnerung an die zahlreichen Verkehrstoten aufgestellt.

## Verkehr

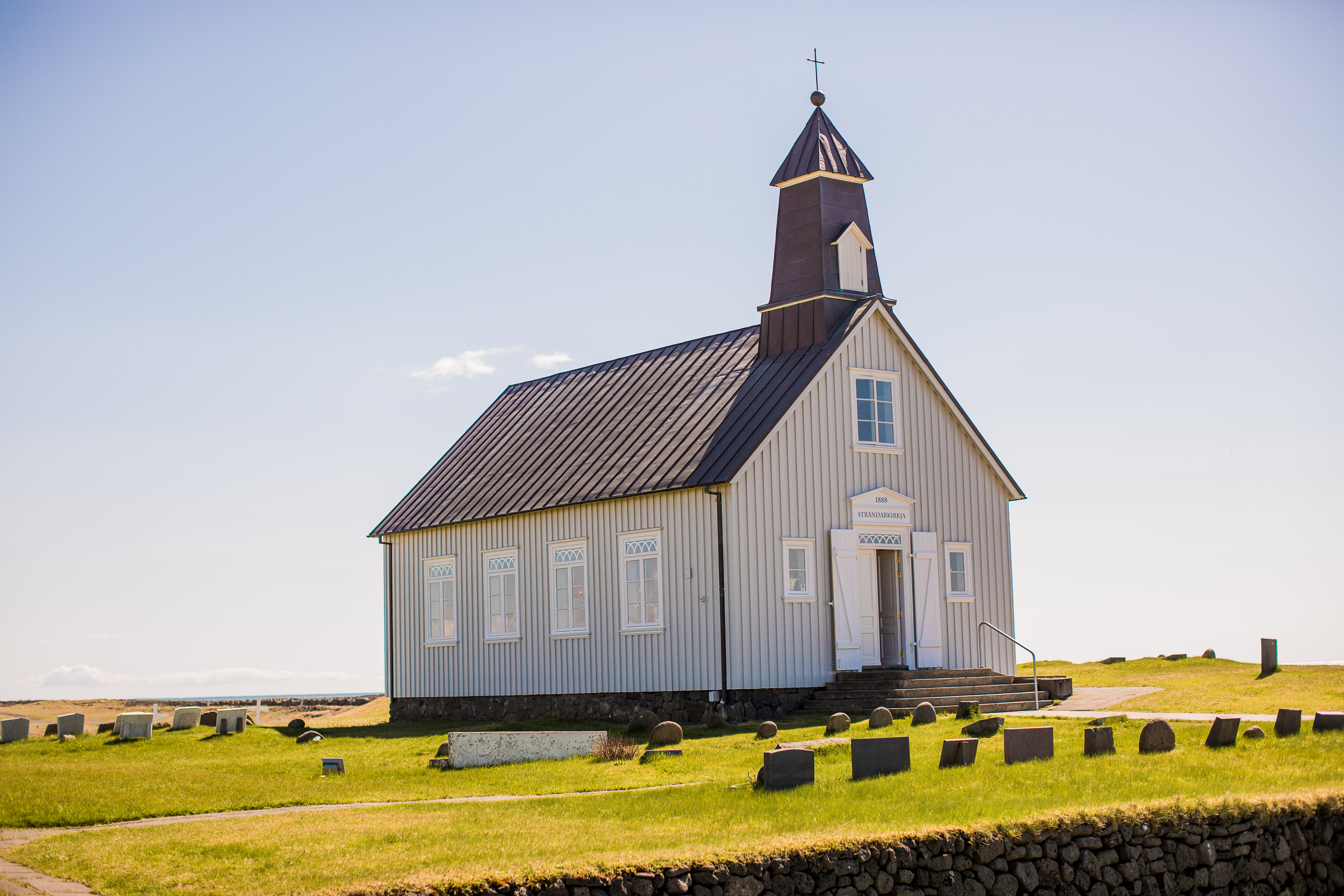
Strandarkirkja

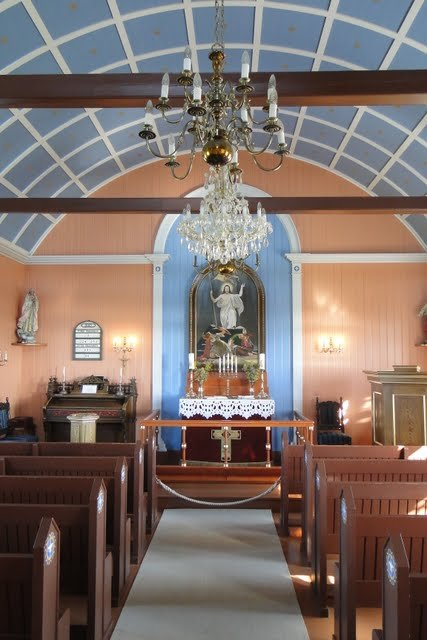
Strandarkirkja

Zwischen Eyrarbakki in Richtung Þorlákshöfn verläuft der Eyrarbakkavegur .
Seit 1988 führt diese Straße über eine 360 m lange Brücke an der Mündung der Ölfusá.

## Einwohnerentwicklung
| Datum         | Einwohner |
| ------------- | --------- |
| 1. Dez. 1997: | 1.518     |
| 1. Dez. 2003: | 1.706     |
| 1. Dez. 2004: | 1.725     |
| 1. Dez. 2005: | 1.799     |
| 1. Dez. 2006: | 1.854     |